# Valle di Lenggong
Lenggong (Jawi: لڠڬوڠ) è una città, un mukim e un collegio elettorale parlamentare nel distretto di Hulu Perak, Perak, Malaysia. La valle di Lenggong, a Hulu Perak, è una delle aree archeologiche più importanti della Malaysia peninsulare, poiché gli scavi hanno rivelato molte tracce risalenti alla preistoria. È il sito del più antico luogo conosciuto di attività umana nella penisola. Oggi è ancora una zona rurale, con piccoli kampong circondati da vegetazione verdeggiante e colline calcaree. Lenggong può essere paragonato a un museo a cielo aperto e ospita leggende, scheletri, disegni rupestri e reperti preziosi come gioielli, ceramiche, armi e strumenti di pietra. Molte delle grotte nell'area di Lenggong hanno rivelato prove della presenza di umani che vivevano e cacciavano in questa zona. La valle di Lenggong è stata inserita nel patrimonio dell'umanità dell'UNESCO il 30 giugno 2012.

## Città di Lenggong

Città di Lenggong

Lenggong è accessibile tramite strade statali che la collegano con i paesi e le città vicine. La città di Lenggong si trova a circa 100 chilometri a nord di Ipoh sulla strada da Kuala Kangsar a Grik (autostrada 76). Ai lati è circondata principalmente da tenute di palme da olio e giungla. Poiché mucche e bufali fanno parte dell'agricoltura, si trovano spesso lungo la strada. La giungla (vecchia di milioni di anni) è ora in pericolo di pesante diboscamento illegale.

## Circoscrizione federale di Lenggong e sottodistretto autonomo

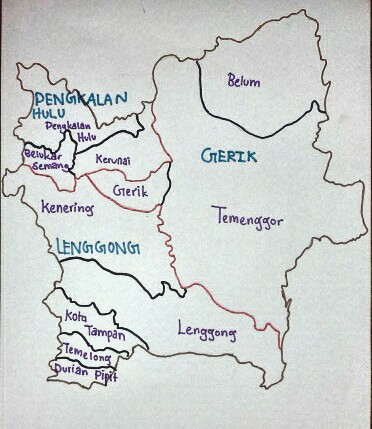
Hulu Perak, con Lenggong (Kenering, Lenggong, Kota Tampan, Temelong, Durian Pipit)

## Archeologia
La Malaysia è considerata archeologicamente un paese molto giovane con una preistoria molto recente. In Africa, i predecessori della specie umana ebbero origine circa 3-5 milioni di anni fa. I loro discendenti emigrarono dall'Africa e i loro resti preistorici sono stati trovati in tutta Europa e in Asia. Sia l'Uomo di Giava che l'Uomo di Pechino risalgono a circa 300.000 anni fa. In Malaysia, i primi resti sono un teschio umano trovato nelle Grotte di Niah, nel Sarawak, risalente a circa 40.000 anni fa. A Semenanjung (penisola) Malaysia, la storia è ancora più recente e inizia a Lenggong circa 31.000 anni fa. Per inciso, molte persone pensano che la valle di Bujang a Kedah sia uno dei siti più antichi, ma la sua storia risale a circa 1.500 anni fa. Tutti i resti archeologici trovati a Lenggong sono stati associati a grotte. Le due eccezioni sono i siti di Kota Tampan e Bukit Jawa. Questi due sono gli unici siti paleolitici della Malaysia peninsulare.
Kota Tampan è il primo sito conosciuto di abitazione umana nella zona. Gli scavi a Kota Tampan, iniziati nel 1938, hanno rivelato un'area di produzione di utensili in pietra. Gli strumenti di ghiaia vennero realizzati utilizzando attrezzature come incudini e pietre usate come martello. Sono stati trovati e registrati circa 50.000 pezzi di pietra. La cultura a Kota Tampan è indicata come Tampaniana. Il sito è stato inizialmente datato a 30.000 anni addietro, ma questa data è stata ora rivista a 75.000 anni. Sebbene il sito di Kota Tampan sia attualmente su una collina e in una piantagione di palma da olio, il sito originale era sulla riva di un lago. Si pensa che il sito sia stato abbandonato circa 75.000 anni fa a causa di un'eruzione vulcanica nel lago Toba a Sumatra, a circa 250 chilometri di distanza. C'è un grande divario di circa 17.000 anni tra Kota Tampan e il successivo sito archeologico, Gua Gunung Runtuh, che è stato attribuito agli effetti devastanti dell'eruzione di Toba.
Più di recente, una squadra ha scavato un sito a Bukit Jawa, e questo è stato datato a 200.000 anni addietro. Bukit Jawa è quindi molto più antico di Kota Tampan, che si trova solo a 6 km di distanza.
La valle di Lenggong, nell'alto Perak, è un importante sito archeologico dove sono state trovate testimonianze di insediamenti umani del paleolitico. Importanti siti archeologici includono Kota Tampan, Bukit Jawa, a Kampung Gelok, e Kampung Temelong. Il reperto archeologico più famoso di Lenggong è l'Uomo di Perak, uno scheletro umano di 11.000 anni addietro, scoperto nel 1991. Strumenti di pietra di 100.000 anni addietro sono stati scavati a Kampung Geluk e Kampung Temelong. C'è la prova che Gua Harimau era un sito di fabbricazione del bronzo durante l'età del bronzo. C'è anche il Museo Archeologico di Lenggong, a Kota Tampan, dove sono esposti manufatti scavati nell'area. Il museo si trova all'interno di una tenuta di palma da olio sulla strada da Kuala Kangsar a Gerik (o Grik).
La preistoria di Lenggong risale al Paleolitico o all'antica età della pietra, ma la maggior parte dei siti è più recente, dal neolitico o dalla nuova età della pietra. Il periodo paleolitico va da 2 milioni a 10.000 anni fa, e le persone a quel tempo erano i primi produttori di utensili, che vivevano di caccia e raccolta di frutti e verdure. Durante la nuova età della pietra gli strumenti vennero migliorati, venne utilizzata la ceramica e le persone iniziarono a praticare l'agricoltura. Tutti i resti archeologici trovati a Lenggong sono stati associati a grotte, ad eccezione di Kota Tampan e Bukit Jawa che rimangono gli unici siti paleolitici della Malaysia peninsulare.
Gua Gunung Runtuh si trova a Bukit Kepala Gajah o Collina della testa di elefante. Nella stessa collina altre grotte hanno restituito resti archeologici come utensili in pietra e resti di cibo, ma non più scheletri. Le grotte erano probabilmente utilizzate come rifugi temporanei come accampamenti stagionali o di caccia, mentre Gua Gunung Runtuh fu abitata per periodi più lunghi. Il successivo sito più antico è Gua Harimau o Grotta della Tigre. Si trova a circa 3 chilometri da Gua Gunung Runtuh ed è isolato, probabilmente utilizzato come luogo di sepoltura circa 5000-3000 anni addietro.
Sono stati trovati sette scheletri umani (ma niente ossa di tigre), oltre ad asce di bronzo e vari articoli di gioielleria come catene, braccialetti, orecchini e medaglioni di perline. Le asce di bronzo mostrano che esisteva un'antica tradizione del bronzo in Malaysia, così come nel nord della Thailandia e in Cina. Si tratta del primo uso di metallo nel sud-est asiatico. Sono stati trovati anche contenitori di porcellana, di varie forme e dimensioni, contenenti carne e gusci di siput (nome generico per le lumache). Gli scavi archeologici in altre grotte hanno rivelato ceramiche, asce, strumenti in pietra e scaglie di pietra, ma anche resti di cibo e, in alcuni siti, ossa umane. Purtroppo alcune grotte sono state violate dagli scavatori di guano e quindi eventuali resti sono andati perduti.
Gua Puteri è un tunnel naturale che attraversa Bukit Kajang. Non contiene reperti archeologici ma la grotta è nota per le sue leggende. Si ritiene che due stalagmiti siano un principe e una principessa che custodiscono la grotta. La gente del posto dice che se i bambini salgono sulle stalagmiti si ammaleranno. I disegni rupestri dei Negrito sono stati trovati in vari siti ma non sono preistorici, poiché hanno solo circa 100 anni.
Gua Badak è uno dei luoghi principali nei quali sono presenti questi disegni, situato a circa 10 chilometri a nord di Lenggong. I Negrito sono una delle tribù aborigene della Malaysia. I Lanoh Negrito hanno realizzato le registrazioni illustrative della loro vita. I disegni a carboncino furono scoperti e documentati per la prima volta negli anni 1920 da Ivor Evans. Si pensava che fossero andati persi, ma sono stati riscoperti nel 1992 e, si spera, saranno ora conservati come patrimonio nazionale. Fortunatamente la maggior parte dei disegni è sopravvissuta all'esplosione, anche se alcuni sono mancanti, ritenuti distrutti e, purtroppo, i graffiti moderni ricoprono alcuni dei disegni originali.
A differenza dell'arte rupestre in luoghi come le Grotte di Lascaux in Francia, che risalgono a circa 15.000 anni fa, i disegni dei Negrito sono arte "moderna". Essi usavano le grotte come rifugio durante le battute di caccia. Gli schizzi, di arte tribale, raffigurano animali, persone, alberi, stuoie e persino biciclette e automobili. A parte i disegni a carboncino, sono presenti pitture bianche ottenute raschiando via la roccia calcarea. I disegni sono semplici e raffigurando uomini in figura schematica composti da fiammiferi. C'è un uomo che porta un palo carico di noci di cocco. Un arco e una freccia simboleggiano gli strumenti di caccia che furono sostituiti dalla cerbottana. Ci sono uomini a cavallo, un uomo con un elefante, una battuta di caccia. Animali come scimmie, varani e istrici sono tutti per la preparazione di un buon pasto.
I Lanoh Negrito si trovano ancora oggi a Perak, generalmente come lavoratori nelle proprietà della gomma e della palma da olio, anche se alcuni cacciano ancora. Sono suddivisi in sei tribù. La maggior parte dei vecchi trogloditi o abitanti delle caverne della penisola malese vivevano temporaneamente in grotte e rifugi rocciosi, cibandosi principalmente di cacciagione, prova testimoniata dai resti di ossa di animali e gusci di molluschi. Le persone si dipingevano il corpo usando ossido di ferro rosso. Usavano pietre e lastre per macinare sostanze come il sale, e tutti i loro strumenti erano fatti di pietra. Sottili scaglie di pietra venivano usate come coltelli o raschietti. Da questo emerge che l'area di Lenggong è molto importante in quanto contiene molte prove relative alla preistoria della Malaysia. È l'area più antica in cui sono stati trovati resti e tutti i siti sono situati all'interno di una piccola zona.

### Uomo di Perak
Il più antico scheletro umano trovato in Malaysia si trovava a Gua Gunung Runtuh, nello stato di Perak, nella Malaysia Peninsulare. La grotta era il suo ultimo luogo di riposo situato a Bukit Kepala Gajah o Collina della testa di elefante nella valle di Lenggong di Ulu Perak. Lo scheletro era un maschio con un'altezza di circa 157 cm e dell'età approssimativa di 50 anni. È stato scoperto nel 1991, datato a circa 11.000 anni addietro ed è uno degli scheletri più completi di questo periodo nella regione. Nel 2004, è stato trovato un altro scheletro a Gua Teluk Kelawar a Lenggong, Perak, da un gruppo di archeologi dell'Università Sains Malaysia (USM). Questo è quello di una "donna Perak" di 148 cm di altezza e si credeva avesse 40 anni.
L'Uomo do Perak venne sepolto in posizione fetale, con depositi di ossa di animali sulla spalla destra, alla sua sinistra e al fondoschiena, e depositi di strumenti di pietra intorno al corpo. Non c'erano altre sepolture nella grotta. L'uomo di Perak aveva la mano sinistra malformata; il braccio e la mano sinistra erano molto più piccoli rispetto al braccio e alla mano destra. Questa deformità potrebbe derivare da una malattia genetica nota come brachimesofalangia. Questa evidenza è ulteriormente supportata dal fatto che la sua spina dorsale è curvata verso destra come conseguenza di essere vissuto con una sola mano utilizzabile.
L'uomo di Perak era probabilmente un maschio poiché le ossa mostravano forti caratteristiche maschili. Il suo bacino non era ben conservato, e questo è il modo più sicuro per determinare il sesso di uno scheletro. Condivideva le caratteristiche di un australomelanesoide, che è il tipo di umani che si trovano in Australia, Papua, Indonesia e in alcune parti della Malaysia. Non era molto alto,  circa 154 cm. Le ossa che sono state trovate depositate vicino a lui sono state identificate come provenienti da cinghiali, scimmie, varani e cervi e si pensa che fossero depositi di cibo. C'erano una decina di strumenti di pietra sparsi intorno al corpo, e la maggior parte erano costituiti da ciottoli e da alcune pietre ad uso martello.
Lo studio ha tratto la conclusione che doveva essere un membro importante in quella società perché la sepoltura era molto elaborata. L'uomo di Perak fu messo nella fossa con offerte di cibo, ricoperto con piccole conchiglie e con altre offerte e strumenti. Sopra c'era un altro strato di conchiglie, seguito da un ultimo strato di terra. Dovrebbe aver avuto più di 45 anni, un'età molto avanzata per una persona di quell'epoca con una disabilità come la sua. La gente doveva prendersi cura di lui e non se ne sarebbe presa a meno che non fosse stato rispettato o altamente classificato in una sorta di gerarchia sociale. Questa è un'altra ragione per sostenere la teoria della gerarchia sociale.
Certo, è un po' prematuro dire tutto questo sull'Uomo Perak e sulla sua società. Dovremmo prendere questo con una certa cautela perché non abbiamo nulla con cui confrontarlo.
Gua Teluk Kelawar è la grotta dove è stata trovata la donna Perak, uno scheletro di 8000 anni addietro trovato a Gua Teluk Kelawar a Lenggong. La donna Perak è stata trovata più di recente, nel 2004.

### Utensili di pietra
Nel sito archeologico di Kota Tampan è stata scavata un'area intatta per la produzione di utensili in pietra in cui venivano realizzati strumenti di ghiaia utilizzando attrezzature come incudini e pietre usate a mo' di martello. Il laboratorio è stato datato a 75.000 anni addietro.